# Bushra al-Assad

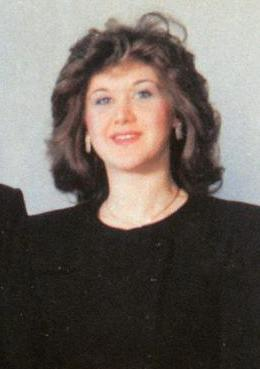
Bushra em 1994.

Bushra al-Assad (nascida em Outubro de 1960) é a primeira e única filha de Hafez al-Assad, que foi presidente da Síria entre 1971 e 2000. Ela é irmã do ex-presidente sírio, Bashar al-Assad, e foi casada com Assef Shawqat, o Chefe do Estado Maior das Forças Armadas da Síria e antigo dirigente da inteligência militar do país, morto em um atentado a bomba durante a Guerra Civil Síria.
Bushra tinha uma estreita relação com seu pai Hafez al-Assad. É relatado que ela ajudou a convencer o pai a prender seu tio, Rifaat al-Assad, após sua fracassada tentativa de golpe de Estado em 1984.
Formou-se em farmácia em 1982 na Universidade de Damasco. Na universidade, Bushra fez amizade com Bouthaina Shaaban, que foi membro do Conselho de Ministros da Síria. Algumas fontes indicam que foi Shaaban que apresentou Bushra a Shawkat, um oficial do exército 10 anos mais velho que ela e supostamente casado e com uma reputação de mulherengo. Apesar da oposição da família, Bushra se casou com Shawkat no início de 1995.
Após a morte de seu irmão Bassel al-Assad em 1994, Bushra adquiriu uma influência crescente. Foi sugerido que ela desempenhava um papel importante na condução do desenvolvimento da indústria farmacêutica da Síria durante o reinado de sua família. Bushra teria também colaborado para que o marido ganhasse aceitação e reconhecimento. No final dos anos 1990, Shawkat assumiu funções importantes de segurança dentro do aparato militar e de inteligência da Síria.
Foi relatado que havia tensões entre Bushra e sua cunhada, a primeira dama da Síria, Asma al-Assad. Desde o seu casamento com o presidente sírio em 2000, Asma desafiou as convenções sociais, aparecendo com frequência em público e na mídia. Bushra desaprovava o papel público que Asma estava tomando.
Em março de 2012, em meio a guerra civil na Síria, ela foi colocada na lista da União Europeia de pessoas ligadas ao regime sírio que sofreriam sanções econômicas e que seriam impedidas de viajar para a Europa. Em 28 de setembro de 2012, Bushra al-Assad e seus cinco filhos fugiram da Síria, por razões desconhecidas, e tomaram refúgio nos Emirados Árabes Unidos. Em janeiro de 2013, a sua mãe, Anisa Makhlouf, também fugiu do país e se juntou a ela na cidade de Dubai.